# نايجل كوستيلو
نايجل كوستيلو (بالإنجليزية: Nigel Costello)‏ (22 نوفمبر 1968 في المملكة المتحدة - ) هو لاعب كرة قدم بريطاني في مركز جناح ‏. لعب مع نادي يورك سيتي وبريدلينغتون تاون ‏ وRowntrees F.C. ‏ وPontefract Collieries F.C. ‏ وسيلبي تاون ‏ وYork Railway Institute A.F.C. ‏.